# Hydromedusa maximiliani
La tortuga acuática de cuello largo brasileña, tortuga de cuello de víbora brasileña, tortuga de río brasileña o, en idioma portugués, cágado pescoço de cobra (Hydromedusa maximiliani) es una especie de tortuga quélida perteneciente al género Hydromedusa. Habita en biotopos acuáticos de agua dulce en regiones cálidas del centro-este de Sudamérica.

## Taxonomía
Descripción original
Esta especie fue descrita originalmente en el año 1825 (en muchas publicaciones figura 1820) por el botánico, zoólogo y entomólogo austro-húngaro-alemán Johann Christian Mikan, con el nombre científico de Emys maximiliani. En el año 1830, el herpetólogo alemán Johann Georg Wagler crea un nuevo género, Hydromedusa, solo para ubicar a esta especie, del cual es su taxón típico por monotipia, ya que la siguiente especie fue descrita cerca de medio siglo después de la primera.
Localidad tipo
La localidad tipo referida es: “Brasiliam...Capitania St. Paulo” (São Paulo, Brasil).
Etimología
Etimológicamente el término genérico Hydromedusa se construye con palabras del idioma griego, ὕδωρ (húdōr, hydor= “agua”, hydre= “reptil acuático”) y Μέδουσα (Médousa) desde μέδω (médō, medon= “guardián”, “protector”).
El epíteto específico maximiliani es un epónimo que refiere a quien fue dedicada la especie, Maximilian Alexander Philipp, príncipe de Wied-Neuwied, viajero, naturalista, explorador y etnólogo prusiano, quien realizó extensos viajes por el Brasil interior así como por las áreas litorales de ese país, desde Río de Janeiro hasta Bahía, donde contactó con F. A. Gomes, uno de los primeros coleccionistas científicos de Brasil.

## Características
Es una tortuga pequeña, con longitudes de caparazón en adultos de entre 10 y 20 cm y pesos de entre 120 y 520 gramos. El macho se distingue por ser más grande, más pesado y por tener la cola más larga, con el plastrón visiblemente cóncavo (plano en la hembra).

## Distribución y hábitat

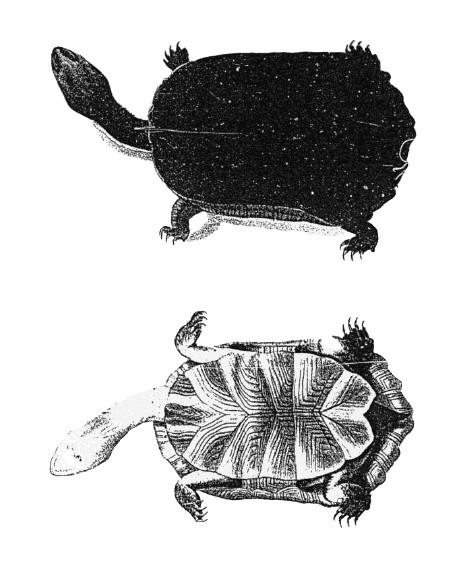
Hydromedusa maximiliani, dibujo publicado en su descripción.

Esta especie se distribuye de manera endémica en pequeños arroyos subtropicales en las cuencas costeras de drenaje atlántico y en la alta cuenca del río Paraná. Estos poseen aguas cristalinas y frescas, son poco profundos (entre 15 cm y 100 cm), tienen fondo arenoso o pedregoso, algunas cascadas y discurren entre selvas de la mata atlántica de las sierras Geral y de la Mantiqueira, en el oriente de Brasil, preferentemente en altitudes sobre los 600 m s. n. m., aunque en Ilhabela vive a 100 m s. n. m.
Presenta poblaciones en los estados de: Minas Gerais, Bahía, Espírito Santo, Río de Janeiro y São Paulo. El límite austral está próximo al sector montañoso hacia el naciente del estado de Paraná, pero todavía no ha sido registrada en él.
Las repetidas menciones de esta tortuga para el Paraguay oriental y el nordeste de la Argentina (específicamente para la provincia de Misiones), son erróneas, siendo confusiones con la tortuga de río común (Hydromedusa tectifera Cope, 1869), la única especie de este género que habita en esas zonas de ambos países.

## Costumbres
Esta tortuga tiene una dieta exclusivamente zoófaga, alimentándose de pequeños peces, anfibios, crustáceos, insectos acuáticos y caracoles; ingiere a sus presas por succión, por lo que se sospecha que solo puede alimentarse dentro del agua. La hembra llega a su madurez sexual a los 14 años edad, siendo a los 9 años en los machos; la esperanza de vida se ha calculado en 100 años. Los machos adultos combaten entre sí por conservar el tramo de arroyo más amplio o con mejores recursos, así como por el dominio sobre las hembras. La cópula es dentro del agua y forzada. En la parte final de la primavera o en el comienzo del verano, la hembra cava en tierra un hueco entre las raíces de un árbol o en arena de un sector que no será alcanzado por las inundaciones, y allí coloca entre 1 y 3 huevos de 41,5 mm por 22,5 mm; al finalizar, procede a tapar y se desentiende de su suerte, naciendo las crías luego de un periodo de incubación de entre 250 y 300 días.
A diferencia de su congénere (Hydromedusa tectifera), como vive en arroyos pequeños que corren entre densa y alta selva, H. maximiliani no se asolea, adecuando su temperatura corporal a la del ambiente, lo que la torna vulnerable a cualquier alteración de la vegetación ribereña.
Los individuos de esta especie poseen un área de vida que varía entre 0,2 y 1,5 ha (media de 0,4 ha) a lo largo de un período anual, independientemente de la estación del año de que se trate. El desplazamiento de cada ejemplar es bajo, entre 3 y 138 m por día, lo cual se correlaciona a un intenso uso de refugios.

## Conservación
El estado de conservación de esta tortuga es clasificado como Vulnerable (VU). Entre las amenazas detectadas están la destrucción de su hábitat causada por la pérdida de cobertura forestal y los cambios antrópicos en los cuerpos de agua de las zonas de mayor altitud.
Estudios de marcado y recaptura determinaron que los ejemplares muestran una baja capacidad de dispersión. Las poblaciones se estructuran de acuerdo con la cuenca hidrográfica en la cual habitan, por lo tanto, cada una de ellas debe ser gestionada como una unidad de manejo independiente.
Dentro de lo que se conoce como H. maximiliani podría esconderse diversidad críptica, teniendo en cuenta que presenta 2 poblaciones alopátricas, con evidencia molecular de ausencia de flujo genético entre sí desde hace 16 millones de años.